# وزنه‌برداری در المپیک تابستانی ۲۰۱۲ – ۸۵ کیلوگرم مردان
۸۵ کیلوگرم مردان وزنه‌برداری رویدادی در بازی‌های المپیک تابستانی ۲۰۱۲ در لندن، بریتانیا، بود که در اکس‌سل لندن انجام شد. کیانوش رستمی نوانست اولین مدال کاروان ورزش ایران در بازی‌های المپیک لندن را کسب کرد.
| وزنه‌برداری در بازی‌های المپیک تابستانی ۲۰۱۲ | وزنه‌برداری در بازی‌های المپیک تابستانی ۲۰۱۲ | وزنه‌برداری در بازی‌های المپیک تابستانی ۲۰۱۲ | وزنه‌برداری در بازی‌های المپیک تابستانی ۲۰۱۲ | وزنه‌برداری در بازی‌های المپیک تابستانی ۲۰۱۲ | وزنه‌برداری در بازی‌های المپیک تابستانی ۲۰۱۲ |
| ------------------------------------------ | ------------------------------------------ | ------------------------------------------ | ------------------------------------------ | ------------------------------------------ | ------------------------------------------ |
| مردان                                      | مردان                                      | مردان                                      | زنان                                       | زنان                                       | زنان                                       |
|                                            | ۵۶ ک‌گ                                      |                                            |                                            | ۴۸ ک‌گ                                      |                                            |
|                                            | ۶۲ ک‌گ                                      |                                            |                                            | ۵۳ ک‌گ                                      |                                            |
|                                            | ۶۹ ک‌گ                                      |                                            |                                            | ۵۸ ک‌گ                                      |                                            |
|                                            | ۷۷ ک‌گ                                      |                                            |                                            | ۶۳ ک‌گ                                      |                                            |
|                                            | ۸۵ ک‌گ                                      |                                            |                                            | ۶۹ ک‌گ                                      |                                            |
|                                            | ۹۴ ک‌گ                                      |                                            |                                            | ۷۵ ک‌گ                                      |                                            |
|                                            | ۱۰۵ ک‌گ                                     |                                            |                                            | +۷۵ ک‌گ                                     |                                            |
|                                            | +۱۰۵ ک‌گ                                    |                                            |                                            |                                            |                                            |

## رکوردها
| رکورد جهانی  | یک‌ضرب | آندری ریباکو (BLR) | ۱۸۷ kg | چیانگ مای، تایلند   | ۲۲ سپتامبر ۲۰۰۸ |
| رکورد جهانی  | دوضرب | Zhang Yong (CHN)   | ۲۱۸ kg | رمت گن، اسرائیل     | ۲۵ آبریل ۱۹۹۸   |
| رکورد جهانی  | مجموع | آندری ریباکو (BLR) | ۳۹۴ kg | پکن، جمهوری خلق چین | ۱۵ اوت ۲۰۰۸     |
| رکورد المپیک | یک‌ضرب | آندری ریباکو (BLR) | ۱۸۵ kg | پکن، جمهوری خلق چین | ۱۵ اوت ۲۰۰۸     |
| رکورد المپیک | دوضرب | پاروس دیماس (GRE)  | ۲۱۵ kg | سیدنی، استرالیا     | ۲۳ سپتامبر ۲۰۰۳ |
| رکورد المپیک | مجموع | آندری ریباکو (BLR) | ۳۹۴ kg | پکن، جمهوری خلق چین | ۱۵ اوت ۲۰۰۸     |

## نتایج
| رتبه | ورزشکار                  | گروه | وزن بدن | یک‌ضرب (kg) | یک‌ضرب (kg) | یک‌ضرب (kg) | یک‌ضرب (kg) | دوضرب (kg) | دوضرب (kg) | دوضرب (kg) | دوضرب (kg) | مجموع |
| رتبه | ورزشکار                  | گروه | وزن بدن | ۱          | ۲          | ۳          | نتیجه      | ۱          | ۲          | ۳          | نتیجه      | مجموع |
| ---- | ------------------------ | ---- | ------- | ---------- | ---------- | ---------- | ---------- | ---------- | ---------- | ---------- | ---------- | ----- |
| 1    | آدریان زیلنسکی (POL)     | A    | ۸۴٫۶۲   | ۱۷۰        | ۱۷۴        | ۱۷۶        | ۱۷۴        | ۲۰۶        | ۲۰۶        | ۲۱۱        | ۲۱۱        | ۳۸۵   |
| 2    | کیانوش رستمی (IRI)       | A    | ۸۴٫۳۵   | ۱۷۱        | ۱۷۴        | ۱۷۴        | ۱۷۱        | ۲۰۹        | ۲۱۴        | ۲۱۴        | ۲۰۹        | ۳۸۰   |
| 3    | طارق یحیی (EGY)          | A    | ۸۴٫۷۰   | ۱۶۰        | ۱۶۵        | ۱۶۷        | ۱۶۵        | ۲۰۵        | ۲۱۰        | ۲۱۶        | ۲۱۰        | ۳۷۵   |
| ۴    | Ivan Markov (BUL)        | A    | ۸۴٫۷۱   | ۱۶۸        | ۱۷۲        | ۱۷۲        | ۱۷۲        | ۲۰۳        | ۲۰۹        | ۲۰۹        | ۲۰۳        | ۳۷۵   |
| ۵    | Ragab Abdelhay (EGY)     | A    | ۸۴٫۸۱   | ۱۶۱        | ۱۶۵        | ۱۶۷        | ۱۶۵        | ۲۰۲        | ۲۰۷        | ۲۱۰        | ۲۰۷        | ۳۷۲   |
| ۶    | Yoelmis Hernández (CUB)  | A    | ۸۲٫۲۸   | ۱۵۸        | ۱۵۸        | ۱۶۳        | ۱۶۳        | ۲۰۵        | ۲۱۰        | ۲۱۰        | ۲۰۵        | ۳۶۸   |
| ۷    | Mikalai Novikau (BLR)    | B    | ۸۴٫۷۱   | ۱۶۳        | ۱۶۷        | ۱۷۰        | ۱۶۷        | ۱۹۲        | ۱۹۶        | ۲۰۰        | ۱۹۶        | ۳۶۳   |
| ۸    | Rauli Tsirekidze (GEO)   | B    | ۸۴٫۴۹   | ۱۶۲        | ۱۶۷        | ۱۶۷        | ۱۶۲        | ۱۹۵        | ۲۰۰        | ۲۰۲        | ۲۰۰        | ۳۶۲   |
| ۹    | Kendrick Farris (USA)    | B    | ۸۴٫۷۰   | ۱۵۰        | ۱۵۰        | ۱۵۵        | ۱۵۵        | ۱۹۰        | ۲۰۰        | ۲۰۸        | ۲۰۰        | ۳۵۵   |
| ۱۰   | Sherzodjon Yusupov (UZB) | B    | ۸۴٫۷۲   | ۱۵۰        | ۱۵۵        | ۱۵۹        | ۱۵۵        | ۱۸۰        | ۱۹۵        | ۱۹۵        | ۱۹۵        | ۳۵۰   |
| ۱۱   | Pitaya Tibnoke (THA)     | B    | ۸۴٫۴۷   | ۱۵۲        | ۱۵۶        | ۱۵۶        | ۱۵۲        | ۱۹۳        | ۱۹۶        | ۲۰۲        | ۱۹۶        | ۳۴۸   |
| ۱۲   | Safaa Rashed (IRQ)       | B    | ۸۳٫۰۱   | ۱۴۵        | ۱۵۰        | ۱۵۶        | ۱۵۰        | ۱۹۵        | ۱۹۵        | ۲۰۰        | ۱۹۵        | ۳۴۵   |
| ۱۳   | Richie Patterson (NZL)   | B    | ۸۴٫۴۶   | ۱۵۰        | ۱۵۰        | ۱۵۴        | ۱۵۰        | ۱۸۳        | ۱۸۶        | ۱۹۵        | ۱۸۶        | ۳۳۶   |
| ۱۴   | Steven Kari (PNG)        | B    | ۸۴٫۷۴   | ۱۳۵        | ۱۴۰        | ۱۴۵        | ۱۴۰        | ۱۷۵        | ۱۸۰        | ۱۸۵        | ۱۸۰        | ۳۲۰   |
| ۱۵   | Nezir Sağır (TUR)        | B    | ۸۳٫۴۵   | ۱۳۰        | ۱۳۰        | ۱۴۰        | ۱۴۰        | ۱۶۰        | ۱۷۰        | ۱۷۵        | ۱۷۵        | ۳۱۵   |
| –    | Mansur Rejepov (TKM)     | B    | ۸۴٫۵۷   | ۱۶۰        | ۱۶۵        | ۱۶۸        | ۱۶۰        | ۱۸۸        | ۱۸۸        | ۱۹۰        | —          | DNF   |
| –    | لو یونگ (CHN)            | A    | ۸۴٫۵۴   | ۱۷۵        | ۱۷۸        | ۱۸۰        | ۱۷۸        | ۲۰۵        | ۲۰۵        | ۲۰۵        | —          | DNF   |
| –    | آرا خاچاتریان (ARM)      | B    | ۸۴٫۷۴   | ۱۶۵        | ۱۶۵        | ۱۶۵        | —          | —          | —          | —          | —          | DNF   |
| –    | بنجامین انکن (FRA)       | A    | ۸۴٫۴۴   | ۱۶۳        | ۱۶۳        | ۱۶۳        | —          | —          | —          | —          | —          | DNF   |
| –    | سهراب مرادی (IRI)        | A    | ۸۴٫۱۹   | ۱۶۶        | ۱۶۶        | ۱۶۶        | —          | —          | —          | —          | —          | DNF   |
| –    | گابریل سینکرایان (ROU)   | A    | ۸۴٫۰۷   | ۱۶۷        | ۱۶۷        | ۱۶۷        | —          | —          | —          | —          | —          | DNF   |
| –    | Andrei Rybakou (BLR)     | A    | ۸۴٫۰۹   | ۱۷۵        | ۱۷۵        | ۱۸۰        | —          | —          | —          | —          | —          | DNF   |